# Andreas S. Schulz
Andreas S. Schulz (* 1969) ist ein deutscher Mathematiker und Wirtschaftswissenschaftler, der sich mit Operations Research befasst. Er ist Professor an der Technischen Universität München und leitet dort den Lehrstuhl für Operations Research.

## Leben
Schulz war Stipendiat der Studienstiftung des Deutschen Volkes und wurde 1996 an der TU Berlin bei Rolf Möhring (* 1948) promoviert (Polytopes and Scheduling). Für seine Dissertation erhielt er den Carl-Ramsauer-Preis und den Dissertationspreis der Deutschen Gesellschaft für Mathematik, Ökonometrie und Operations Research (GMÖOR). 1998 wurde er Professor am Massachusetts Institute of Technology (MIT), wo er den Patrick J. McGovern Chair of Management innehat. Er ist dort an der MIT Sloan School of Management, wo er die Abteilung Operations Research und Statistik leitete, und am Operations Research Center des MIT.
Er war unter anderem Gastprofessor an der University of British Columbia, an der ETH Zürich, an der Technischen Universität Eindhoven und der Universität Maastricht und 2011 und 2013 mit einem Humboldt-Forschungspreis an der TU Berlin.
2014 erhielt er das Angebot einer Humboldt-Professur an der TU München.
Er befasst sich mit Operations Research, wobei er interdisziplinär mit den Wirtschaftswissenschaften zusammenarbeitet, und speziell mit Algorithmischer Spieltheorie, kombinatorischer Optimierung, Approximationsalgorithmen, Komplexitätstheorie, ganzzahliger Programmierung, Netzwerkflüssen, Scheduling-Theorie und Kombinatorik von Polyedern.
Er ist einer der Gründungsmitglieder der Jungen Akademie der Leopoldina und Berlin-Brandenburgischen Akademie der Wissenschaften. 2008 erhielt er einen Best Paper Award von INFORMS und 2006 den Glover-Klingman-Preis.